# Discografia di Leona Lewis
La discografia di Leona Lewis, cantante pop e R&B britannica, consiste in cinque album, un EP,diciotto singoli, un video album e diciassette video musicali pubblicati tramite le etichette discografiche Syco, J, RCA Records e Island Records. A dicembre 2013, Leona ha venduto 28 milioni di dischi in tutto il mondo.

## Album
| Anno | Dettagli                                                                                                   | Posizioni massime in classifica | Posizioni massime in classifica | Posizioni massime in classifica | Posizioni massime in classifica | Posizioni massime in classifica | Posizioni massime in classifica | Posizioni massime in classifica | Posizioni massime in classifica | Posizioni massime in classifica | Posizioni massime in classifica | Certificazioni                                                                                      |
| Anno | Dettagli                                                                                                   | UK                              | AUS                             | AUT                             | CAN                             | GER                             | IRE                             | ITA                             | NZ                              | SWI                             | US                              | Certificazioni                                                                                      |
| ---- | --- | ------------------------------- | ------------------------------- | ------------------------------- | ------------------------------- | ------------------------------- | ------------------------------- | ------------------------------- | ------------------------------- | ------------------------------- | ------------------------------- | --------------------------------------------------------------------------------------------------- |
| 2007 | Spirit - Pubblicato: 9 novembre 2007 - Etichetta: Syco, J - Formati: CD, download digitale                 | 1                               | 1                               | 1                               | 1                               | 1                               | 1                               | 5                               | 1                               | 1                               | 1                               | - UK: 10× Platino - IRE 11× Platino - AUS: Platino - US: Platino - CAN: Platino - Mondo: 10,000,000 |
| 2009 | Echo - Pubblicato: 9 novembre 2009 - Etichetta: Syco, J - Formati: CD, download digitale                   | 1                               | 31                              | 8                               | 16                              | 12                              | 2                               | 40                              | 26                              | 3                               | 13                              | - UK: 2× Platino - IIRE: Platino - CAN: Oro - SWI: Oro - Mondo: 3,000,000                           |
| 2012 | Glassheart - Pubblicato: 12 ottobre 2012 - Etichetta: Syco, J - Formati: CD, download digitale             | 3                               | 29                              | 5                               | -                               | 6                               | 4                               | -                               | -                               | 29                              | -                               | - UK: Argento - Europa: 150,000                                                                     |
| 2013 | Christmas, with Love - Pubblicato: 2 dicembre 2013 - Etichetta: Syco, RCA - Formati: CD, download digitale | 13                              | -                               | -                               | 97                              | -                               | 36                              | -                               | -                               | 42                              | -                               | - UK: Oro                                                                                           |
| 2015 | I Am - Pubblicato: 11 settembre 2015 - Etichetta: Island Records - Formati: CD, download digitale          | 12                              | 82                              | 34                              | -                               | 33                              | 22                              | -                               | -                               | 23                              | 38                              | |

## DVD/Blu-Ray
- 2010 The Labyrinth Tour - Live From The 02

## Singoli
| Anno | Singolo                        | Posizioni massime in classifica | Posizioni massime in classifica | Posizioni massime in classifica | Posizioni massime in classifica | Posizioni massime in classifica | Posizioni massime in classifica | Posizioni massime in classifica | Posizioni massime in classifica | Posizioni massime in classifica | Posizioni massime in classifica | Album                       |
| Anno | Singolo                        | UK                              | AUS                             | AUT                             | CAN                             | GER                             | IRL                             | ITA                             | NZ                              | SWI                             | US                              | Album                       |
| ---- | ------------------------------ | ------------------------------- | ------------------------------- | ------------------------------- | ------------------------------- | ------------------------------- | ------------------------------- | ------------------------------- | ------------------------------- | ------------------------------- | ------------------------------- | --------------------------- |
| 2006 | A Moment like This             | 1                               | —                               | —                               | —                               | —                               | 1                               | —                               | —                               | —                               | —                               | Spirit                      |
| 2007 | Bleeding Love                  | 1                               | 1                               | 1                               | 1                               | 1                               | 1                               | 2                               | 1                               | 1                               | 1                               | Spirit                      |
| 2008 | Better in Time                 | 2                               | 6                               | 3                               | 9                               | 2                               | 4                               | 4                               | 6                               | 5                               | 11                              | Spirit                      |
| 2008 | Footprints in the Sand         | 2                               | —                               | —                               | —                               | —                               | 50                              | —                               | —                               | 35                              | —                               | Spirit                      |
| 2008 | Forgive Me                     | 5                               | 49                              | 15                              | —                               | 15                              | 5                               | 9                               | —                               | 12                              | —                               | Spirit                      |
| 2008 | Run                            | 1                               | 78                              | 1                               | 13                              | 3                               | 1                               | —                               | —                               | 2                               | 81                              | Spirit                      |
| 2009 | I Will Be                      | —                               | —                               | —                               | 83                              | —                               | —                               | —                               | —                               | —                               | 66                              | Spirit                      |
| 2009 | Happy                          | 2                               | 26                              | 2                               | 15                              | 3                               | 3                               | —                               | 20                              | 4                               | 31                              | Echo                        |
| 2010 | I Got You                      | 14                              | —                               | 30                              | —                               | 43                              | 43                              | —                               | 29                              | 57                              | —                               | Echo                        |
| 2011 | Collide (con Avicii)           | 4                               | —                               | 29                              | —                               | —                               | 3                               | —                               | —                               | —                               | —                               | Glassheart                  |
| 2012 | Trouble                        | 7                               | 75                              | 32                              | —                               | 27                              | 21                              | —                               | —                               | 75                              | —                               | Glassheart                  |
| 2012 | Lovebird                       | —                               | —                               | —                               | —                               | —                               | —                               | —                               | —                               | —                               | —                               | Glassheart                  |
| 2013 | One more sleep                 | 3                               | —                               | —                               | 92                              | —                               | 19                              | —                               | —                               | —                               | —                               | Christmas, with love        |
| 2015 | Fire Under My Feet             | 51                              | —                               | 74                              | —                               | 94                              | 11                              | —                               | —                               | —                               | —                               | I Am                        |
| 2015 | I Am                           | —                               | —                               | —                               | —                               | —                               | —                               | —                               | —                               | —                               | —                               | I Am                        |
| 2015 | Thunder                        | —                               | —                               | —                               | —                               | —                               | —                               | —                               | —                               | —                               | —                               | I Am                        |
| 2019 | Solo quiero (Somebody to Love) | —                               | —                               | —                               | —                               | —                               | —                               | —                               | —                               | —                               | —                               | Songland                    |
| 2021 | Kiss Me (It's Christmas)       | —                               | —                               | —                               | —                               | —                               | —                               | —                               | —                               | —                               | —                               | Christmas, with Love Always |
| 2021 | If I Can't Have You            | —                               | —                               | —                               | —                               | —                               | —                               | —                               | —                               | —                               | —                               | Christmas, with Love Always |

### Collaborazioni
| Anno                                         | Collaborazione                                    | Posizioni massime in classifica | Posizioni massime in classifica | Posizioni massime in classifica | Posizioni massime in classifica | Posizioni massime in classifica | Posizioni massime in classifica | Posizioni massime in classifica | Posizioni massime in classifica | Posizioni massime in classifica | Posizioni massime in classifica | Album      |
| Anno                                         | Collaborazione                                    | UK                              | AUS                             | AUT                             | CAN                             | GER                             | IRL                             | ITA                             | NZ                              | SWI                             | US                              | Album      |
| -------------------------------------------- | ------------------------------------------------- | ------------------------------- | ------------------------------- | ------------------------------- | ------------------------------- | ------------------------------- | ------------------------------- | ------------------------------- | ------------------------------- | ------------------------------- | ------------------------------- | ---------- |
| 2008                                         | Just Stand Up! (Artists Stand Up to Cancer)       | 26                              | 39                              | 73                              | 10                              | —                               | 11                              | 7                               | 19                              | —                               | 11                              | N/A        |
| 2010                                         | Everybody Hurts (Helping Haiti)                   | 1                               | 28                              | 23                              | 59                              | 16                              | 1                               | 14                              | 17                              | 16                              | —                               | N/A        |
| 2017                                         | Bridge over Troubled Water (Artists for Grenfell) | 1                               | 53                              | 32                              | —                               | —                               | 25                              | —                               | —                               | 20                              | —                               | N/A        |
| 2018                                         | You Are the Reason (Calum Scott feat Leona Lewis) | 43                              | 27                              | —                               | 76                              | —                               | 55                              | —                               | —                               | 35                              | —                               | Only Human |
| "—" indica singoli non entrati in classifica |                                                   |                                 |                                 |                                 |                                 |                                 |                                 |                                 |                                 |                                 |                                 |            |

### Altre canzoni in classifica
| Anno | Canzone                             | Posizioni | Posizioni | Album                |
| Anno | Canzone                             | UK        | IRL       | Album                |
| ---- | ----------------------------------- | --------- | --------- | -------------------- |
| 2007 | Forgiveness                         | 46        | 39        | Spirit               |
| 2007 | Whatever It Takes                   | 61        | —         | Spirit               |
| 2007 | The First Time Ever I Saw Your Face | 73        | —         | Spirit               |
| 2007 | Take a Bow                          | 97        | —         | Spirit               |
| 2008 | Misses Glass                        | 98        | —         | Spirit               |
| 2009 | Stop Crying Your Heart Out          | 29        | 31        | Echo                 |
| 2010 | My Hands                            | 145       | —         | Echo                 |
| 2010 | I See You                           | —         | 47        | Avatar               |
| 2012 | Glassheart                          | 27        | —         | Glassheart           |
| 2013 | O Holy Night                        | —         | 86        | Christmas, With Love |